# Eriococcus placidus
Eriococcus placidus är en insektsart som beskrevs av Green 1921. Eriococcus placidus ingår i släktet Eriococcus och familjen filtsköldlöss. Inga underarter finns listade i Catalogue of Life.